# Revolta dels canuts
La revolta dels canuts va ser una de les primeres protestes obreres de la revolució industrial, quan els treballadors francesos del sector de la seda es van aixecar en 1831 per reclamar el manteniment dels seus salaris, abaixats per la caiguda del preu de la seda. El conflicte es va repetir en 1834 i 1848.

## Causes
El tèxtil era el sector hegemònic en la primera revolució industrial i malgrat la mecanització, a França mantenia una estructura pròpia de l'Antic Règim, amb una piràmides social molt marcada. Els canuts eren els treballadors de la seda lionesos, que rebien un preu per cada peça que podien manufacturar i que tenien al seu càrrec els aprenents (sovint vivint a casa seva). La fluctuació en el preu de la seda feia que les condicions de vida dels canuts i els seus aprenents fossin molt precàries. Una baixada de la demanda de productes de luxe durant uns anys seguits va provocar l'esclat de la revolta.

## Aixecaments
En 1831 els canuts van intentar pactar un preu fix per peça produïda que no depengués del seu preu de venda i quan van fracassar, van començar marxes per tota la ciutat de Lió, forçant el tancament de fàbriques i tallers. El moviment anarquista es va unir a les protestes al carrer. Posteriorment van agafar armes de la policia, amb el suport de la guàrdia, formada en gran part per membres de la classe obrera. Van fer fugir l'alcalde i van ocupar l'ajuntament. Des de París els governants van enviar l'exèrcit per reprimir la revolta i restablir l'alcalde al seu lloc.
En 1834 un seguit de vagues va culminar en un segon aixecament. Aquest cop l'exèrcit va intervenir més ràpidament, mentre s'acusava públicament els republicans d'afavorir el descontentament obrer. En 1848 es van repetir els aldarulls però la situació general al país, immers en la Revolució de 1848 va fer que la revolta quedés absorbida per demandes majors que el tema laboral.

## Conseqüències
Gairebé mil persones van ser les víctimes dels enfrontaments violents entre treballadors i militars. Si bé els obrers no van reeixir en canviar les normes de producció, van inspirar altres aixecaments posteriors i van situar Lió com una de les ciutats clau en el moviment obrer, per la quantitat de debats que s'hi celebraven i la consciència de classe dels canuts.